# Salt River Bay
Salt River Bay er det sted på Sankt Croix, hvor Christoffer Columbus gik i land i november 1493. Ved den lejlighed stødte spanske soldater sammen med den indfødte Taino-befolkning på øen, også kendt som det første dokumenterede eksempel på væbnet, indfødt modstand mod europæere i den nye verden.
I dag er området en nationalpark som administreres af det amerikanske National Park Service.